# Lill-Stugutjärnen
Lill-Stugutjärnen är en sjö i Sollefteå kommun i Ångermanland och ingår i Ångermanälvens huvudavrinningsområde.